# Mount Irvine
Mount Irvine är ett berg i Antarktis. Det ligger i Östantarktis. Nya Zeeland gör anspråk på området. Toppen på Mount Irvine är 1 757 meter över havet.
Terrängen runt Mount Irvine är kuperad åt nordväst, men åt sydost är den bergig. Trakten är obefolkad. Det finns inga samhällen i närheten.